# Franz Stapf
Franz Stapf (* 2. Mai 1766 in Bamberg; † 8. August 1820 ebenda) war ein deutscher römisch-katholischer Geistlicher, Theologe und Hochschullehrer.

## Leben
Stapf besuchte zunächst das Bamberger Gymnasium. Anschließend nahm er ein Studium der Philosophie auf. Nachdem er am 22. August 1783 in Bamberg zum Dr. phil. promoviert wurde, studierte er Theologie und kam am 9. August 1789 an das Seminar. In dieser Zeit war er Präfekt und Repetent am Seminar zu Bamberg. Seine Priesterweihe folgte am 29. Januar 1790.
Stapf kam zunächst als Kooperator nach Pretzfeld, bevor er ab dem 12. Oktober 1792 Kaplan an der Oberen Pfarre zu Unserer Lieben Frau in Bamberg und ab 15. November 1799 Pfarrer in Pettstadt wurde. Er erhielt am 16. Dezember 1805 einen Ruf auf die Professur für Moraltheologie an das Bamberger Lyzeum und wurde in diesem Zuge am 22. Dezember 1805 zum wirklichen geistlichen Rat ernannt. Er gab 1806 seine Pfarrstelle auf, er wurde Regens des Seminars und übernahm zum 9. März 1810 zusätzlich die Professur für Dogmatik.
Der unter seiner Herausgeberschaft 1812 erschienene Katechismus der christkatholischen Religion zum Gebrauch an bayrischen Schulen wurde per Dekret der Glaubenskongregation vom 5. September 1825 auf den Index gesetzt.

## Werke (Auswahl)
- Handbuch zum neuen Katechismus des Bisthums Bamberg: zunächst für Katecheten, dann auch zur Erbauung für Jedermann, 1. Auflage, Klebsadel, Bamberg 1815.
- Ausführliche Predigt-Entwürfe nach dem Leifaden des neuen bambergischen Diözesan-Katechismus zum Gebrauche für alle Religions-Lehrer in jedem Bisthume, Klebsadel, Bamberg 1816.
- Vollständiger Pastoralunterricht über die Ehe, oder über das gesetz- und pflichtmäßige Verhalten des Pfarrers vor, bei und nach der ehelichen Trauung, 3. Auflage, Wesche, Bamberg 1824.
- Theoretischer und praktischer Unterricht von Testamenten und anderen letztwilligen Verfügungen nach dem Bambergischen Provinzialrechte und den kgl. baierischen landesherrlichen Verordnungen, 2. Auflage, Bamberg 1828.
- Materialien zu populären Predigten über die sonntägigen Evangelien des katholischen Kirchenjahrs: mit steter Hinsicht auf die ausführlichen Predigt-Entwürfe nach dem Leitfaden des neuen bambergischen Diözesan-Katechismus, Wesché, Frankfurt am Main 1828.